# República Popular Ucraniana Occidental
La República Popular Ucraniana Occidental (en ucraniano: Західноукраїнська Народна Республіка) fue una república ucraniana que existió entre finales de 1918 y principios de 1919 en la parte oriental de Galitzia, con reivindicaciones de partes de la región de Bucovina y la Rutenia subcarpática, e incluía las ciudades de Leópolis, Perémyshl, Kolomyia y Stanyslaviv.

## Historia

### Proclamación de la Independencia
El 18 de octubre de 1918, los diputados ucranianos de las Cortes austrohúngaras y de las dietas provinciales y representantes de los principales partidos ucranianos junto con algunos dirigentes religiosos crearon el Consejo Nacional Ucraniano en Leópolis. Yevhén Petrushévich fue elegido presidente. El consejo proclamó la creación de una unidad territorial ucraniana dentro del Imperio austrohúngaro y comenzó a negociar con el Gobierno imperial de Viena. La noche del 31 de octubre, sin embargo, un grupo de militares ucranianos tomó el control de Leópolis. Al día siguiente, 1 de noviembre, el consejo proclamó la República Popular Ucraniana Occidental —el nombre se adoptó una semana más tarde de la proclamación de independencia—. El último gobernador austrohúngaro, presionado por las tropas ucranianas, entregó la sede del Gobierno regional al Consejo Nacional. La república reclamó para sí la soberanía de la antigua Galitzia austrohúngara al este del río San además de la región lemko, el norte de la Rutenia subcarpática y el de Bucovina, zonas todas ellas con población de lengua ucraniana. En la práctica, la nueva república únicamente controló la Galitzia oriental: Rumanía tomó pronto el control de toda la Bucovina, y Rutenia se mantuvo bajo dominio húngaro hasta su inclusión en la nueva Checoslovaquia.
Poco después de proclamarse la independencia de la república del Imperio austrohúngaro, se produjo un levantamiento popular en la ciudad de Leópolis, mayoritariamente polaca —Polonia reclamaba la soberanía de toda Galitzia y la mayoría de la población urbana de la región era efectivamente polaca—. Pocas semanas después, la insurrección polaca de Leópolis recibió apoyo de Polonia. La noche del 21 de noviembre, los insurrectos polacos expulsaron de la ciudad a las tropas ucranianas. El conflicto se convirtió en una guerra entre la república ucraniana y Polonia. El Gobierno ucraniano se trasladó primero a Ternópil y luego a Stanyslaviv.

### Elecciones
La República Popular Ucraniana Occidental gobernó aproximadamente un territorio de cuatro millones de personas en sus ocho meses de existencia. Las elecciones en el territorio controlado por los ucranianos —que nunca lograron dominar todo el que reclamaban— se llevaron a cabo a finales de noviembre para renovar el Consejo Nacional. Los nacionaldemócratas obtuvieron la victoria sobre los radicales, que quedaron en la oposición. Habiéndose proclamado la libertad política y aceptado los derechos de las minorías, se reservaron sesenta y seis de los doscientos sesenta y seis escaños de las futuras Cortes para las minorías judía, polaca y alemana. El Parlamento, sin embargo, nunca llegó a reunirse.

### Acciones de gobierno
Yevhén Petrushévich, antiguo miembro del Parlamento austrohúngaro y jefe del Consejo, fue nombrado automáticamente presidente de la república. A pesar de la guerra, la República Popular Ucraniana Occidental mantuvo la estabilidad de la administración austrohúngara anterior al conflicto, sustituyendo simplemente a los antiguos funcionarios de las unidades administrativas por nuevos delegados ucranianos. Las fronteras territoriales interiores y comunidades fueron mantenidos tal como estaban bajo el Imperio austrohúngaro. Las cortes provinciales, regionales y locales continuaron su funcionamiento como en los tiempos anteriores y las leyes austrohúngaras se continuaron aplicando. En general, la unión de las diversas clases sociales en la lucha contra Polonia y el aparcamiento de las reformas sociales facilitó la creación de la república.

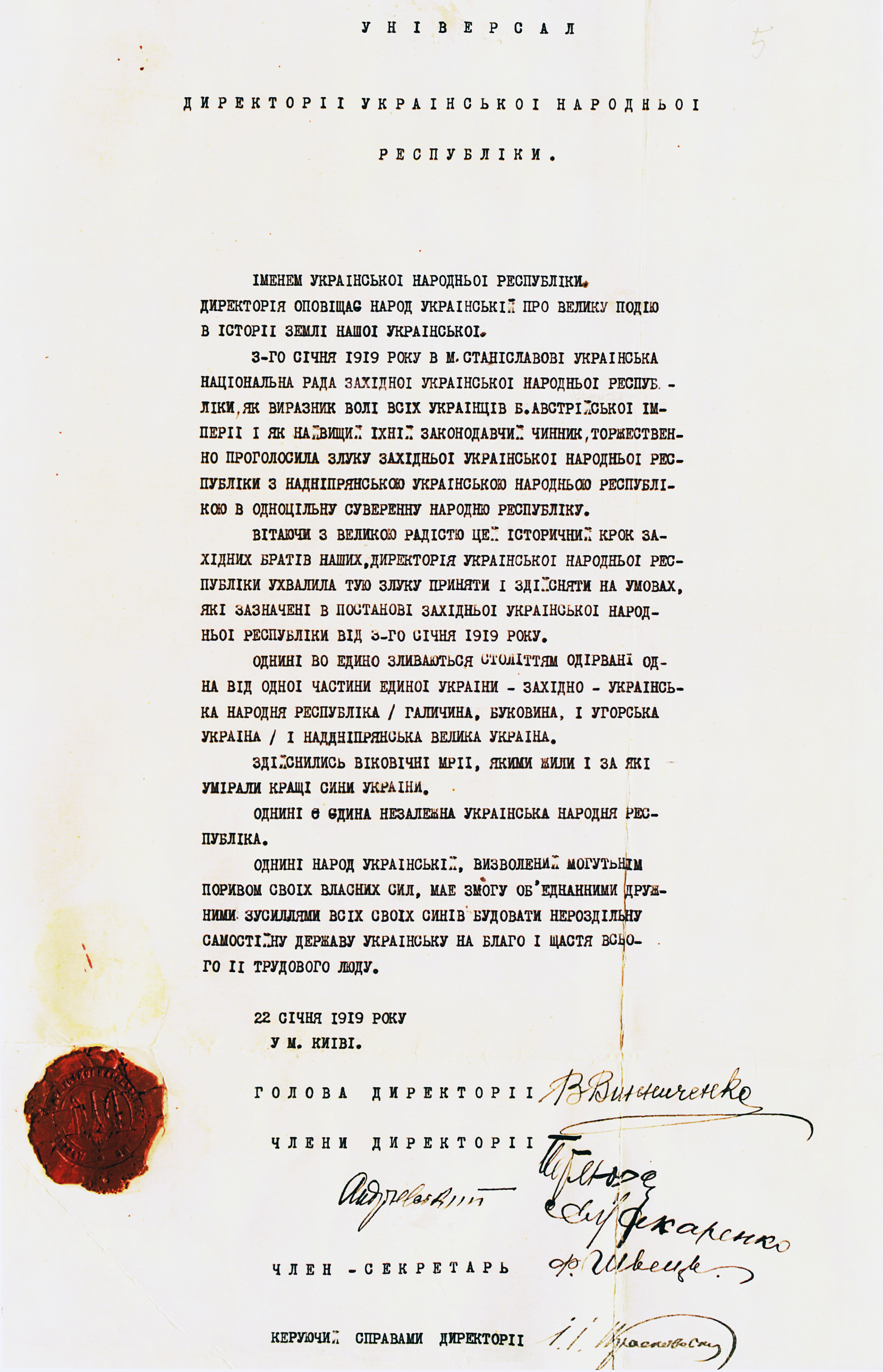
Proclama del Directorio de la República Popular Ucraniana sobre su unión con la República Popular Ucraniana Occidental (Ley Zluki). 22 de enero de 1919.

Asimismo, generalmente el Gobierno mantuvo el sistema de recaudación de impuestos del Imperio austrohúngaro. Sin embargo, el empobrecimiento de la población por las pérdidas de guerra hizo que la cantidad de impuestos recaudados fuese mínima. La mayoría de los ingresos del Gobierno venían de la exportación del petróleo y la sal.
El 13 de noviembre, ya en pleno conflicto con la población polaca, el Consejo Nacional fundó el Ejército Ucraniano de Galitzia. Se convocaron elecciones para junio de 1919 pero, mientras, el poder permaneció en manos del Consejo Nacional.
El 15 de febrero de 1919, se aprobó una ley que convertía al idioma ucraniano en la lengua oficial del Estado. De acuerdo con esta ley, sin embargo, las minorías tenían el derecho a dirigirse a la Administración en su propia lengua. También se promulgó una ley que confiscaba las grandes fincas a los terratenientes y las distribuía entre los campesinos.
Ya el 10 de noviembre, se empezó a plantear la unión con la República Popular Ucraniana proclamada el 20 de noviembre de 1917 en el territorio del antiguo Imperio ruso. Los planes se aprobaron el 3 de enero de 1919 y se envió una delegación a Kiev. La República Popular Ucraniana Occidental se unió a la República Popular Ucraniana —a partir de entonces una provincia de la anterior— el 22 de enero de 1919, aunque esto fue más que un acto simbólico que real porque los ucranianos occidentales mantuvieron su propio Ejército Ucraniano de Galitzia, estructuras de gobierno y leyes. Pronto ambas partes tuvieron serias desavenencias sobre las prioridades políticas: cada parte daba más importancia a su lucha —los de Galitzia contra los polacos, los de Ucrania oriental, contra la Rusia soviética—. A diferencia de estos últimos, la república occidental logró forjar un Ejército regular de unos sesenta mil hombres, si bien escaso de oficiales ucranianos —muchos de sus altos oficiales eran alemanes o austriacos y sus dos comandantes en jefe eran antiguos generales zaristas—.
La unión de ambas repúblicas ucranianas se produjo exactamente al año de la aprobación de la Cuarta Proclama Universal por la Rada Central Ucraniana que declaraba la independencia total de la República Popular Ucraniana de la Rusia soviética. Actualmente en Ucrania, el 22 de enero se conmemora como el Día de la unificación de Ucrania (День соборності України).

### Victoria polaca y fin de la República
Se divide el territorio en doce distritos militares, en los que sus comandantes eran los responsables del reclutamiento de soldados. El Gobierno fue capaz de movilizar entre doscientos veinticinco y doscientos cuarenta mil soldados entre noviembre de 1918 y abril de 1919.
En general, el gobierno de la República Popular Ucraniana Occidental fue más maduro y organizado en comparación con el caótico de la República Popular Ucraniana, erigido en territorios del antiguo Imperio ruso.
Aunque las tropas ucranianas lanzaron una contraofensiva en febrero de 1919 y consiguieron cercar Leópolis, la llegada de tropas regulares polacas decidió la suerte de la campaña. Como consecuencia de la Guerra polaco-ucraniana, Polonia tomó la mayor parte del territorio de la República Popular Ucraniana Occidental ya en julio de 1919, gracias al uso de las tropas del general Józef Haller, cien mil hombres llegados de Francia en mayo —teóricamente para luchar contra los bolcheviques—. La llegada de estas fuerzas, de excelente disciplina, hizo que los polacos pudiesen contar con ochenta mil hombres en la zona y dominar Galitzia. En junio, los ucranianos habían lanzado una nueva contraofensiva en Chórtkiv, pero, faltos de pertrechos, tuvieron que retirarse pronto. Ese mismo mes, se nombró a Petrushévich dictador de la república, convertida oficialmente en provincia desde la unión con la república de Kiev. El 16 de julio, las fuerzas ucranianas se retiraron más allá de río Zbruch, la antigua frontera austro-rusa.
En julio, se alcanzó un alto el fuego entre las tropas polacas y las del Directorio de Ucrania, pero la situación política era compleja al mantenerse los dos Gobiernos ucranianos separados y dos políticas: mientras Petliura trataba de lograr un acuerdo con los polacos para poder resistir a los bolcheviques, Petrushévich rechazaba cualquier acuerdo con aquellos y confiaba en las potencias occidentales, que acabaron por apoyar el avance polaco con el fin de detener el avance bolchevique. A las diferencias militares —cada parte prefería aliarse al enemigo de la otra para lograr sus propios objetivos—, se unían las de cariz político: mientras el Directorio tenía una tendencia socialista, Petrushévich estaba rodeado de nacionalistas moderados. La Entente, sin embargo, otorgó el control militar de la región a los polacos a finales de junio, a pesar de las protestas ucranianas.
A la crisis militar se unió la social: durante la primavera, los campesinos reclamaron cada vez con mayor insistencia la aplicación de la prometida reforma agraria, que planteaba la expropiación de las haciendas de los terratenientes, aunque con compensaciones económicas para estos. Aunque el Consejo Nacional aprobó la legislación necesaria a mediados de abril, la reforma se aplicó tras la guerra. Por la misma época, hubo un alzamiento obrero favorable a los bolcheviques en el único centro industrial de la región, Drohóbych.
Parte del ejército derrotado se refugió en Checoslovaquia, tomando el nombre de Brigada Ucraniana (en checo: Ukrajinská brigáda). El grueso del ejército, con alrededor de veinte mil hombres, cruzó al territorio de la República Popular de Ucrania y continuó su lucha por la independencia ucraniana, a pesar de los recelos de Petrushévich y su desacuerdo político con Petliura, que se mantuvo a pesar de haber ingresado aquel en el Directorio en marzo de 1919. Estas fuerzas se concentraron en Kamianets-Podilski, a donde se había trasladado el Directorio ucraniano tras lo sucesivos reveses militares. En total, Petliura logró reunir unos cuarenta mil hombres bien armados gracias a las armas abandonadas por los alemanes en su retirada.
En agosto de 1919, una delegación ucraniana viajó a Polonia y logró un alto el fuego entre ambos ejércitos, aceptándose la frontera del río Zbruch como temporal (1 de septiembre de 1919).
En noviembre, los oficiales de Petrushévich —sin el permiso de este— alcanzaron un acuerdo con Denikin para acabar con los enfrentamientos entre las tropas de éste y los ejércitos ucranianos, que habían tomado brevemente Kiev (31 de agosto de 1919) para ser expulsados por Denikin, pero solo afectaba a las tropas de la República Popular Ucraniana Occidental, no a las del Directorio, a las que Denikin consideraba traidores rusos. Acusado de traición por el Directorio, Petrushévich se exilió en Viena, desde donde continuó sus actividades políticas. Petrushévich trató en vano de lograr el respaldo de los aliados para la República ucraniana occidental. En enero de 1920, los restos de las fuerzas de Galitzia que se habían unido apenas unos meses antes a Denikin, cambiaron de bando e ingresaron en el Ejército Rojo como una unidad separada.
El 21 de abril de 1920, Polonia y Simon Petliura en nombre de Ucrania acordaron la frontera en el río Zbruch, renunciando al territorio de Ucrania Occidental a cambio del apoyo militar para la independencia de la Ucrania que anteriormente pertenecía al Imperio ruso.
El gobierno de la República Popular Ucraniana Occidental se exilió en Austria tras la toma de Leópolis por el Ejército polaco, desde donde realizó gestiones ante los países aliados de la Entente para el restablecimiento del país. Aunque obtuvieron algunas vagas promesas como la declaración del territorio como ocupado por Polonia pero no integrado en su territorio o la realización de un plebiscito a los 25 años, con el Tratado de Trianón se estableció la incorporación de Rutenia a Checoslovaquia y la anexión definitiva del resto de su territorio a Polonia.

## Población
De acuerdo con un censo del Imperio austrohúngaro de 1910, el territorio reclamado por la República Popular Ucraniana Occidental tenía alrededor de 5,4 millones de habitantes.
Las ciudades y pueblos de esta amplia región rural, estaban habitados principalmente por polacos y judíos, mientras que el campo estaba habitado principalmente por ucranianos. Un problema importante para los ucranianos era que la mayor ciudad de la zona, Leópolis estaba principalmente habitada por polacos, y era considerada ancestralmente por Polonia una de sus más importantes ciudades. Por tal razón, el conflicto entre la República Popular Ucraniana Occidental y Polonia era inevitable.
| Etnia      | Población | %  |
| ---------- | --------- | -- |
| Ucranianos | 3 291 000 | 60 |
| Polacos    | 1 351 000 | 25 |
| Judíos     | 660 000   | 12 |
| Otros      | ~         | 3  |